# Electro-Motive Diesel
Electro-Motive Diesel, Inc (EMD), tidigare Electro-Motive Division (då det ägdes av General Motors Corporation), är ett av världens största företag som tillverkar lok samt motorer till bland annat lok och skepp.

## Loktillverkning i Nordamerika
I Nordamerika tillverkar EMD självt lok åt järnvägsbolag på beställning. Vissa delar såsom motorer tillverkas i LaGrange, Illinois, USA medan loken byggs ihop i London, Ontario, Kanada. År 2011 tillverkar EMD loktyperna SD70M-2 och SD70ACe.

## Loktillverkning i andra världsdelar
Utanför Nordamerika skriver EMD avtal med olika tillverkare som använder olika EMD-produkter i deras lok.

### Europa
I Europa hade EMD ett licensavtal med svenska Nohab som tillverkade ett flertal diesellok med EMD-motorer åt DSB.

### Oceanien
I Australien hade EMD ett licensavtal med Clyde Engineering och numera har EMD ett licensavtal med Downer Rail.

## Motorserier
Följande motorserier tillverkas eller tillverkats av EMD.
- EMD 567 (1938–1966)
- EMD 645 (1965–)
- EMD 710
- EMD 265 (H-motor)